# Diễn Châu (xã)
Diễn Châu là một xã thuộc tỉnh Nghệ An, Việt Nam. Xã được hình thành trên cơ sở sáp nhập thị trấn Diễn Thành và các xã Diễn Hoa, Diễn Phúc, Ngọc Bích của huyện Diễn Châu trong đợt Sáp nhập tỉnh thành Việt Nam 2025.

## Địa lý
Xã Diễn Châu có vị trí địa lý:
- Phía Đông giáp xã Hải Châu và Biển Đông;
- Phía Nam giáp xã An Châu;
- Phía Tây giáp xã Minh Châu và xã Đức Châu;
- Phía Bắc giáp xã Đức Châu và xã Hải Châu.

Xã Diễn Châu có diện tích tự nhiên 22,21 km².

## Hành chính và tên gọi
Xã Diễn Châu được thành lập theo Nghị quyết số 1678/NQ-UBTVQH15 của Ủy ban Thường vụ Quốc hội Việt Nam, ban hành ngày 16 tháng 6 năm 2025. Theo đó, sắp xếp toàn bộ diện tích tự nhiên, quy mô dân số của thị trấn Diễn Thành và các xã Diễn Hoa, Diễn Phúc, Ngọc Bích thuộc huyện Diễn Châu trước đây thành một xã mới có tên gọi là xã Diễn Châu.
Trước đó, theo Đề án sắp xếp đơn vị hành chính cấp xã tỉnh Nghệ An, xã này là xã Diễn Châu 1.
Sau sắp xếp xã có diện tích tự nhiên: 22,21 người km², quy mô dân số: 63.294 người.